# 1994 XZ4
1994 XZ4 är en asteroid i huvudbältet som upptäcktes den 4 december 1994 av den japanska astronomen Takao Kobayashi vid Ōizumi-observatoriet.